# Moúa-de-cabeça-amarela
Moúa-de-cabeça-amarela (Mohoua ochrocephala) é uma espécie de pássaro da família Mohouidae endêmico da ilha Sul da Nova Zelândia.